# Trăn đá châu Phi
Trăn đá châu Phi, tên khoa học Python sebae, là một loài trăn thuộc chi python. Loài trăn này phân bố tại châu Phi, phía Nam sa mạc Sahara từ Senegal tới Ethiopia và Somalia, bao hàm Guinea-Bissau, Mali, Guinea, Sierra Leone, Liberia, Bờ Biển Ngà, Thượng Volta, Ghana, Togo, Niger, Nigeria, Cameroon, Guinea Xích đạo, Chad, Cộng hòa Trung Phi, Cộng hòa Dân chủ Congo, Angola, Rwanda, Burundi, Sudan, Uganda, Kenya, Tanzania, Zambia, Malawi, Mozambique, Zimbabwe tới phía Nam tới Namibia, Botswana và Đông Bắc Nam Phi (tới Natal). Loài này có hai phân loài. Chúng có thể đạt chiều dài khoảng từ 6,3 - 8,5m và cân nặng khoảng 120-235kg.